# Turopolje
Turopolje – kraina geograficzno-historyczna w Chorwacji. Stanowi część Posawia.

## Geografia

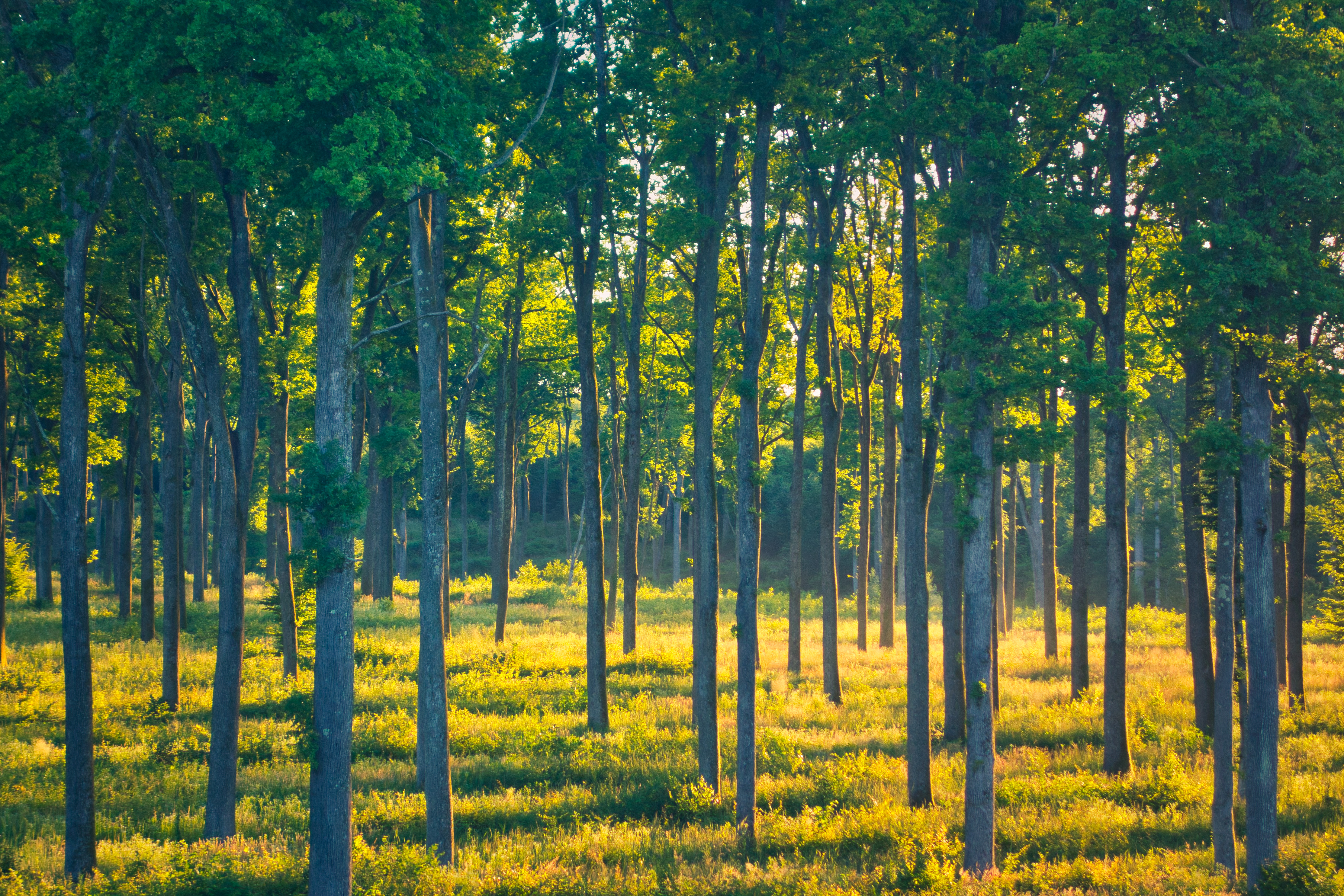
Las bukowy na obszarze Turopolja

Turopolje jest równiną aluwialną, która rozciąga się pomiędzy Sawą na północnym wschodzie a Vukomeričkimi goricami na południowym zachodzie, na południe od Zagrzebia. Zajmuje powierzchnię ok. 600 km². Jej wymiary to 45 × 23 km, a średnia wysokość bezwzględna to 110 m n.p.m. Przez środkową część Turopolja przepływa rzeka Odra wraz ze swoim dopływem Lomnicą.
Miejscowe rolnictwo oparte jest na uprawie kukurydzy i warzyw (m.in. miejscowej odmiany cebuli turopoljski luk). Często spotykane są sady i winnice. Hoduje się trzodę chlewną (rasa świnia turopoljska) i bydło.
Głównym ośrodkiem regionu jest Velika Gorica, gdzie zlokalizowany jest Port lotniczy Zagrzeb im. Franja Tuđmana. Na północnym zachodzie Turopolje obejmuje także przedmieścia Zagrzebia. Na obszarze Turopolja występują złoża węgla brunatnego. Funkcjonuje przemysł spożywczy i turystyka. Przebiega przez niego szlak drogowo-kolejowy z Zagrzebia do Sisaka. Teren wokół wsi Staro Čiče pełni funkcje rekreacyjne (sporty wodne). W Velikiej Mlace zachowały się zabytki wiejskiej architektury drewnianej.

## Historia

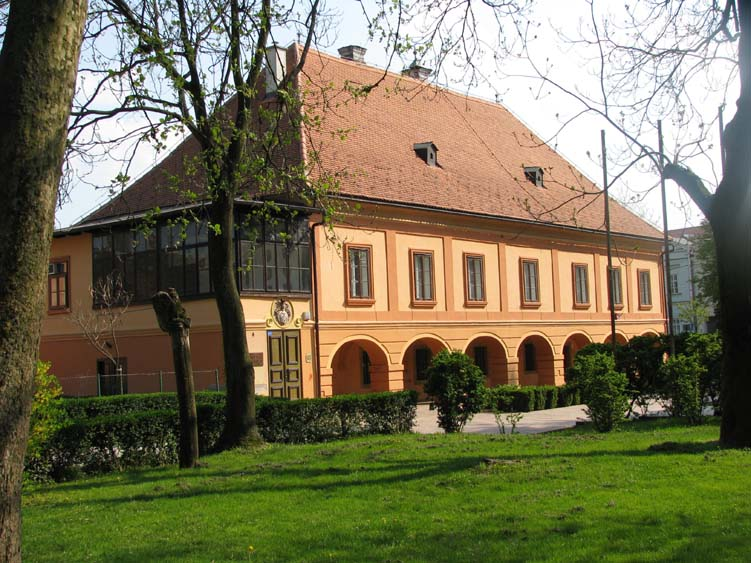
Muzeum Turopolja w Velikiej Goricy

W czasach rzymskich na obszarze Turopolja funkcjonowało miasto Andautonia. Pierwsze wzmianki historyczne o regionie pochodzą z 1334 roku (jako Campus Turouo). Nazwa w języku chorwackim pojawiła się po raz pierwszy w 1530 roku, jedna aż do XVIII wieku Turopolje nazywane było Zagrebačkim poljem. Miejscowa ludność od połowy XIII wieku pełniła obowiązki obronne względem Zagrzebia (jobagionowie). Szlachta była zrzeszona we wspólnocie universitas nobilium campi Zagrabiensis.

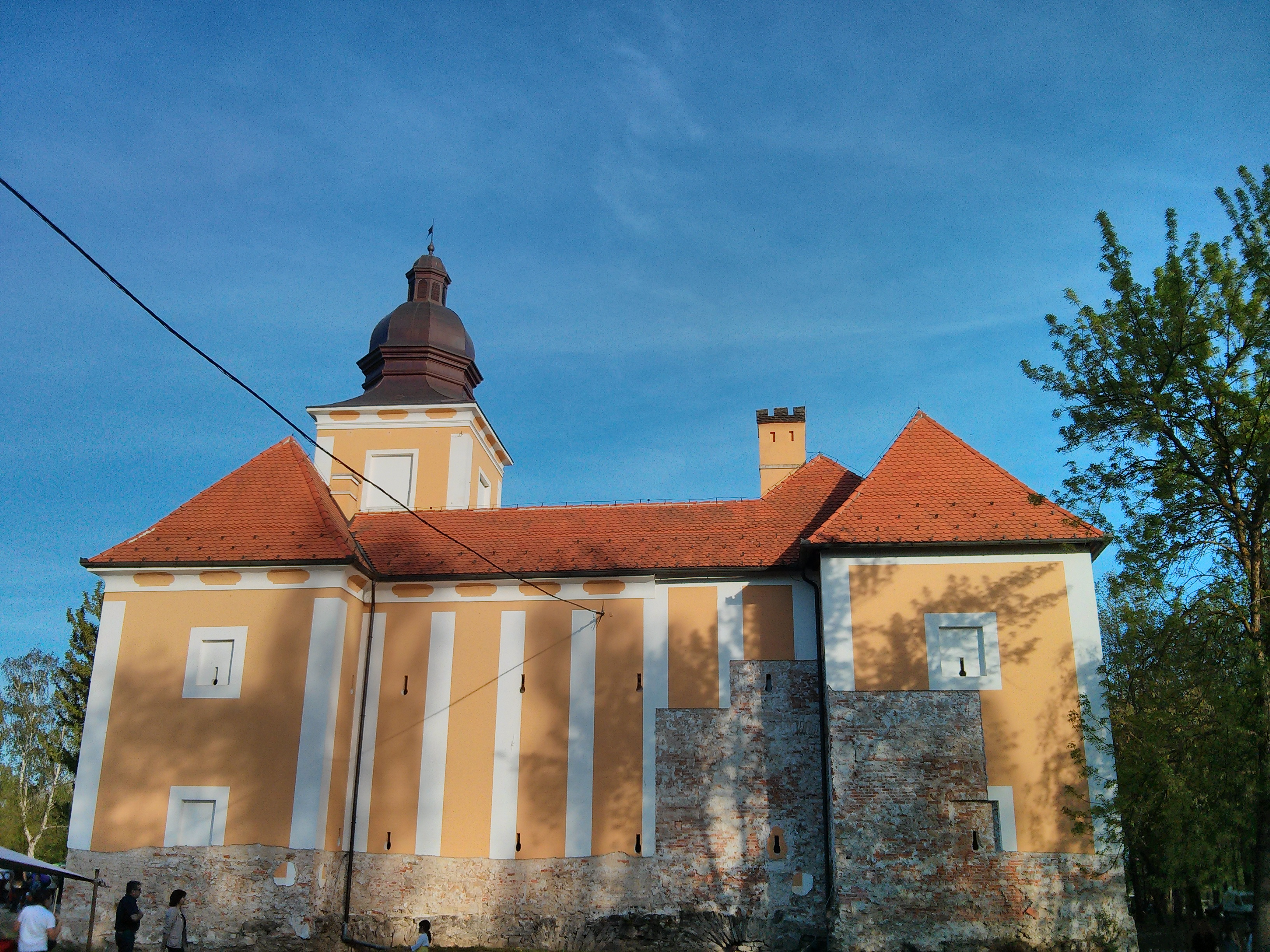
Twierdza w Lukavcu

Od 1421 roku miały miejsce najazdy osmańskie, dlatego wzniesiono twierdzę w Lukavcu. Turopolje, dzięki licznym królewskim przywilejom, posiadało szeroką autonomię. W 1602 roku Velika Gorica stała się głównym ośrodkiem administracyjnym regionu.
W latach 1809–1813 Turopolje było częścią francuskich Prowincji Iliryjskich. Następnie w latach 1815–1822 należało do habsburskiego kraju koronnego Królestwo Ilirii. Po wydarzeniach Wiosny Ludów miejscowa szlachta, w wyniku działań bana Chorwacji Josipa Jelačicia, została odsunięta od władzy, a Turopolje zostało zajęte przez władze centralne. W 1861 roku odnowiono dawne przywileje Turopolja, jednak tym razem objęły one wszystkie klasy społeczne. Od 1895 roku prefekt Turopolja z urzędu zasiadał w chorwackim parlamencie. Turopolje uzyskało status wspólnoty ziemskiej, który utraciło w 1947 roku.